# Sal Ponti
Sal Ponti (* 7. Januar 1935 in Philadelphia, Pennsylvania; † 15. Januar 1988 in Los Angeles, Kalifornien) war ein US-amerikanischer Schauspieler und Drehbuchautor, der auch unter dem Künstlernamen Anthony Hall bekannt war.

## Leben
Ponti besuchte die La Salle Highschool in Germantown sowie die Saint Joseph’s University. Danach versuchte er sich im Showgeschäft sowohl als Songwriter unter anderem für Frankie Avalon als auch als Theaterschauspieler, trat aber dann in die United States Army ein. Nach dem Ausscheiden aus der Army studierte er zwei Jahre Schauspiel an der Juilliard School in New York City und zog dann nach Hollywood, wo er Ende der 1950er Jahre einige Gastauftritte in verschiedenen Fernsehserien wie Wyatt Earp greift ein und Abenteuer unter Wasser hatte. Sein Spielfilmdebüt feierte Ponti 1960 in Titanen an der Seite von Richard Burton und Robert Ryan. Im Jahr darauf erhielt er die Hauptrolle in der George-Pal-Produktion Atlantis, der verlorene Kontinent neben Joyce Taylor. Der Fantasyfilm wurde kein kommerzieller Erfolg und sollte Pontis einzige große Filmrolle bleiben, da Metro-Goldwyn-Mayer seinen Filmvertrag auflöste. Für den Rest der 1960er Jahre spielte er daher wieder in kleineren Fernsehrollen, unter anderem in Bezaubernde Jeannie und Tennisschläger und Kanonen. In den 1970er Jahren kam seine Schauspielkarriere allmählich zum Erliegen. 1973 versuchte er sich auch als Drehbuchautor, der Horrorfilm Doctor Death: Seeker of Souls blieb jedoch seine einzige Arbeit.
Ponti, dem Affären mit Connie Francis und Jayne Mansfield nachgesagt wurden, war Mitglied der Screen Actors Guild. Er verstarb im Alter von 53 Jahren an den Folgen einer Krebserkrankung. Er war verheiratet und hatte keine Kinder.

## Filmografie (Auswahl)

### Fernsehen
- 1959: Wyatt Earp greift ein (The Life and Legend of Wyatt Earp)
- 1960: Abenteuer unter Wasser (Sea Hunt)
- 1960: Alfred Hitchcock Presents
- 1960: Atlantis, der verlorene Kontinent
- 1961: Outlaws
- 1962: Im wilden Westen (Death Valley Days)
- 1965: Bezaubernde Jeannie (I Dream of Jeannie)
- 1967: Tennisschläger und Kanonen (I Spy)
- 1974: Der Sechs-Millionen-Dollar-Mann (The Six Million Dollar Man)

### Film
- 1960: Titanen (Ice Palace)
- 1961: Atlantis, der verlorene Kontinent (Atlantis, the Lost Continent)
- 1976: Goodbye Sweet Marilyn (Goodbye, Norma Jean)